# جيوفاني دي لورينزو (مقدم تلفزيوني)
جيوفاني دي لورينزو (بالألمانية: Giovanni di Lorenzo)‏ (و. 1959  م) هو مقدم تلفزيوني، وصحفي من ألمانيا، وإيطاليا، ولد في ستوكهولم.

## مناصب
تولى منصب رئيس تحرير
.

## التعليم
تعلم في جامعة لودفيغ ماكسيميليان في ميونخ
.

## جوائز
حصل على جوائز منها:
- جائزة إيسكيا الدولية للصخافة [الإنجليزية]‏ (2005)
- Golden Feather  [لغات أخرى]‏ (2001)
- جائزة ثيودور وولف [الإنجليزية]‏

## وصلات خارجية
- جيوفاني دي لورينزو على موقع IMDb (الإنجليزية)
- جيوفاني دي لورينزو على موقع مونزينجر (الألمانية)
- جيوفاني دي لورينزو على موقع ميوزك برينز (الإنجليزية)
- جيوفاني دي لورينزو على موقع قاعدة بيانات الفيلم (الإنجليزية)
- جيوفاني دي لورينزو في قاعدة بيانات الأفلام على الإنترنت